# يورغن بروكناو
يورغن بروكناو (بالألمانية: Jürgen Prochnow) (و. 1941 – م) هو ممثل، وممثل مسرحي، وممثل صوت، وممثل أفلام من الولايات المتحدة الأمريكية، ألمانيا . ولد في برلين .

## جوائز
حصل على جوائز منها:
- Steiger Award.

## روابط خارجية
- يورغن بروكناو على موقع IMDb (الإنجليزية)
- يورغن بروكناو على موقع روتن توميتوز (الإنجليزية)
- يورغن بروكناو على موقع مونزينجر (الألمانية)
- يورغن بروكناو على موقع قاعدة بيانات الأفلام العربية
- يورغن بروكناو على موقع قاعدة بيانات الأفلام العربية
- يورغن بروكناو على موقع ألو سيني (الفرنسية)
- يورغن بروكناو على موقع ميوزك برينز (الإنجليزية)
- يورغن بروكناو على موقع تيرنر كلاسيك موفيز (الإنجليزية)
- يورغن بروكناو على موقع أول موفي (الإنجليزية)
- يورغن بروكناو على موقع قاعدة بيانات الأفلام السويدية (السويدية)